# Championnat de France de baseball Nationale 2 2009
Navigation
2008 2010
Le Championnat de France de baseball Nationale 2 2009 rassemble 14 équipes qui s'affrontent pour accéder à la Nationale 1. Ces équipes représentent les meilleurs clubs issus des compétitions régionales.
En 2009, la compétition fut très relevée et les favoris pour la succession des Indians de Boé-Bon-Encontre et des Vipères de Valenciennes, les French Cubs de Chartres et les Albatros de La Grande Motte, étaient au rendez-vous en finale. Une finale remportée par les Albatros de La Grande Motte, leur 1er titre national.

## Déroulement
Les équipes sont réparties en 2 poules de 5 équipes et 1 poule de 4 équipes (A, B et C). Chaque équipe affronte les autres de sa poule (en programme double, c'est-à-dire 2 confrontations par journée), entre le 23 août et le 20 septembre.
Les 3 premiers des poules A et B ainsi que les 2 premiers de la poule C sont qualifiés pour les 1/4 de finale. Les 1/4 et 1/2 finales se disputent au meilleur des 3 rencontres.
Les deux finalistes sont promus en Nationale 1 et s'affrontent au meilleur des 3 rencontres pour le titre de Champion de France de N2. La finale se déroule en terrain neutre le week-end des 24 et 25 octobre à Chalon-sur-Saône.

## Les clubs de l'édition 2009

### Champions régionaux
Voici la liste des champions de Division Honneur 2009:
- Ligue de Bretagne: Dubliners de Brest
- Ligue du Centre-Val de Loire: French Cubs de Chartres
- Ligue d'Île-de-France: Patriots de Paris
- Ligue du Nord-Pas-de-Calais: Dragons de Ronchin
- Ligue de Normandie: Comets de Honfleur
- Ligue d'Aquitaine: Raiders d'Eysines
- Ligue d'Auvergne: Arvernes de Clermont-Ferrand³
- Ligue de Bourgogne: Parrots de Nevers
- Ligue des Midi-Pyrénées: Duckies de Léguevin
- Ligue de Provence-Alpes-Côte d'Azur: Cavigal de Nice²
- Ligue du Poitou-Charentes: Boucaniers de La Rochelle
- Ligue de Rhône-Alpes: Duffyducks de Saint-Just-Saint-Rambert
- Ligue du Languedoc-Roussillon: Albatros de La Grande Motte

### Équipes qualifiées
Le nombre d'équipes de chaque région prenant part à la compétition varie en fonction du nombre total d'équipes inscrites dans le championnat régional (voir Championnat de France de baseball Nationale 2).
Voici la répartition des places par régions ainsi que les équipes qualifiées pour la N2 2009:
- Ligue de Bretagne (2 places): Dubliners de Brest et Hawks de La Guerche²
- Ligue du Centre (1 place): French Cubs de Chartres
- Ligue d'Île-de-France (3 places): Paris Université Club², Cougars de Montigny² et Patriots de Paris
- Ligue du Nord-Pas-de-Calais (2 places): Dragons de Ronchin et Lords de La Madeleine
- Ligue de Normandie (3 places): Comets de Honfleur, Wallabies de Louviers et Jimmers de Saint-Lô
- Ligue de Lorraine (1 place): Bootleggers d'Argancy
- Ligue d'Aquitaine (2 places): Raiders d'Eysines et Panthères de Pessac²
- Ligue d'Auvergne (1 place): Arvernes de Clermont-Ferrand³
- Ligue de Bourgogne (1 place): Parrots de Nevers
- Ligue des Midi-Pyrénées (1 place): Duckies de Léguevin
- Ligue de Provence-Alpes-Côte d'Azur (1 place): Cavigal de Nice²
- Ligue du Poitou-Charentes (2 places): Boucaniers de La Rochelle et Garocheurs de Bressuire
- Ligue de Rhône-Alpes (3 places): Duffy Ducks de Saint-Just-Saint-Rambert, Devils de Saint-Priest² et Dragons de Villefontaine
- Ligue du Languedoc-Roussillon (2 places): Albatros de La Grande Motte et Phénix de Perpignan

### Équipes participantes
À la suite du désistement de nombreuses équipes, dont certaines sont remplacées par leurs poursuivants en championnat, 14 clubs prennent part à la compétition. Quelques clubs ne remplissant pas les critères administratifs ont aussi été exclus de la compétition. Voici la liste des clubs participants:
- Ligue du Centre : French Cubs de Chartres
- Ligue d'Île-de-France : Paris Université Club², Cougars de Montigny² et Patriots de Paris
- Ligue du Nord-Pas-de-Calais : Dragons de Ronchin et Bootleggers d'Argancy
- Ligue d'Aquitaine : Raiders d'Eysines et Panthères de Pessac²
- Ligue d'Auvergne : Arvernes de Clermont-Ferrand²
- Ligue de Bourgogne : Vikings de Chalon
- Ligue des Midi-Pyrénées : Stade Toulousain Baseball²
- Ligue de Rhône-Alpes : Duffy Ducks de Saint-Just-Saint-Rambert et Dragons de Villefontaine
- Ligue du Languedoc-Roussillon : Albatros de La Grande Motte

## Phase de poule
Les 14 clubs sont répartis dans des poules géographiques de la sorte:
| Équipe      | Ville                   |
| ----------- | ----------------------- |
| Bootleggers | Argancy (Moselle)       |
| French Cubs | Chartres (Eure-et-Loir) |
| Patriots    | Paris                   |
| PUC²        | Paris                   |
| Dragons     | Ronchin (Nord)          |

| Équipe      | Ville                            |
| ----------- | -------------------------------- |
| Vikings     | Chalon (Saône-et-Loire)          |
| Arvernes²   | Clermont-Ferrand (Puy-de-Dôme)   |
| Cougars²    | Montigny (Yvelines)              |
| Duffy Ducks | Saint-Just-Saint-Rambert (Loire) |
| Dragons     | Villefontaine (Isère)            |

| Équipe     | Ville                     |
| ---------- | ------------------------- |
| Raiders    | Eysines (Gironde)         |
| Albatros   | La Grande-Motte (Hérault) |
| Panthères² | Pessac (Gironde)          |
| Toulouse²  | Toulouse (Haute-Garonne)  |

Lors d'égalité V/D entre équipes, le classement s'établit en fonction des confrontations directes entre ces équipes, et aux points encaissés pour des égalités entre des équipes de poules différentes (non à la différence de points marqués/encaissés).
Les 3 premiers des poules A et B ainsi que les 2 premiers de la poule C avancent en phase finale.

### Poule A
| Date         | Heure | Lieu                      | Recevant             | Visiteur             | Match 1 | Match 2 | Notes       |
| ------------ | ----- | ------------------------- | -------------------- | -------------------- | ------- | ------- | ----------- |
| 23 août      | 11.00 | Stade Pierre de Coubertin | Ronchin              | French Cubs Chartres | 4 - 14  | 8 - 5   |             |
| 23 août      | 11.00 | Stade Pershing            | PUC²                 | Patriots             | 12 - 8  | 16 - 18 |             |
| 30 août      | 11.00 | Terrain de Gelainville    | French Cubs Chartres | PUC²                 | 13 - 1  | 14 - 4  |             |
| 30 août      | 11.00 | Stade Pershing            | Patriots             | Argancy              | 5 - 11  | 17 - 25 |             |
| 6 septembre  | 11.00 | Terrain d'Argancy         | Argancy              | Ronchin              | 6 - 10  | 4 - 7   |             |
| 6 septembre  | 11.00 | Stade Pershing            | Patriots             | French Cubs Chartres | 4 - 6   | 3 - 9   |             |
| 13 septembre | 11.00 | Terrain d'Argancy         | Argancy              | PUC²                 | 14 - 1  | 12 - 11 |             |
| 13 septembre | 11.00 | Stade Pierre de Coubertin | Ronchin              | Patriots             | 21 - 1  | 25 - 3  | 2*5 manches |
| 20 septembre | 11.00 | Stade Pershing            | PUC²                 | Ronchin              | 6 - 7   | 5 - 11  |             |
| 20 septembre | 11.00 | Terrain de Gelainville    | French Cubs Chartres | Argancy              | 11 - 4  | 1 - 2   |             |

| Pl. | Équipe               | MJ | V | D | PM | PC  | %     |
| --- | -------------------- | -- | - | - | -- | --- | ----- |
| 1   | Ronchin              | 8  | 7 | 1 | 93 | 44  | 0,875 |
| 2   | French Cubs Chartres | 8  | 6 | 2 | 73 | 30  | 0,750 |
| 3   | Argancy              | 8  | 5 | 3 | 78 | 64  | 0,625 |
| 4   | PUC²                 | 8  | 1 | 7 | 57 | 97  | 0,125 |
| 5   | Patriots             | 8  | 1 | 7 | 59 | 125 | 0,125 |

J : rencontres jouées, V : victoires, D : défaites, PM : points marqués, PC : points concédés, % : pourcentage de victoire.

### Poule B
| Date         | Heure | Lieu                         | Recevant      | Visiteur      | Match 1  | Match 2 | Notes            |
| ------------ | ----- | ---------------------------- | ------------- | ------------- | -------- | ------- | ---------------- |
| 23 août      | 11.00 | Stade Jean Maréchal          | Montigny²     | Chalon        | 3 - 9    | 16 - 5  |                  |
| 23 août      | 11.00 | Complexe des Cézeaux         | Clermont²     | Saint-Just    | 2 - 10   | 14 - 4  |                  |
| 30 août      | 11.00 | Prairie Saint-Nicolas        | Chalon        | Clermont²     | 2 - 3    | 13 - 16 |                  |
| 30 août      | 11.00 | Complexe sportif des Mûriers | Saint-Just    | Villefontaine | 10 - 6   | 18 - 2  |                  |
| 6 septembre  | 11.00 | Stade de la Perredière       | Villefontaine | Montigny²     | 18 - 8   | 10 - 11 |                  |
| 6 septembre  | 11.00 | Complexe sportif des Mûriers | Saint-Just    | Chalon        | 9 - 8    | 14 - 7  |                  |
| 13 septembre | 11.00 | Stade de la Perredière       | Villefontaine | Clermont²     | 16 - 17* | 14 - 12 | *joué le 5 sept. |
| 13 septembre | 11.00 | Stade Jean Maréchal          | Montigny²     | Saint-Just    | 11 - 1   | 12 - 11 |                  |
| 20 septembre | 11.00 | Complexe des Cézeaux         | Clermont²     | Montigny²     | 8 - 7    | 5 - 0   |                  |
| 20 septembre | 11.00 | Prairie Saint-Nicolas        | Chalon        | Villefontaine | 20 - 19  | 17 - 5  |                  |

| Pl. | Équipe        | MJ | V | D | PM | PC  | %     |
| --- | ------------- | -- | - | - | -- | --- | ----- |
| 1   | Clermont²     | 8  | 6 | 2 | 77 | 66  | 0,750 |
| 2   | Saint-Just    | 8  | 5 | 3 | 77 | 62  | 0,625 |
| 3   | Montigny²     | 8  | 4 | 4 | 68 | 67  | 0,500 |
| 4   | Chalon        | 8  | 3 | 5 | 81 | 85  | 0,375 |
| 5   | Villefontaine | 8  | 2 | 6 | 90 | 113 | 0,250 |

J : rencontres jouées, V : victoires, D : défaites, PM : points marqués, PC : points concédés, % : pourcentage de victoire.

### Poule C
| Date         | Heure | Lieu                             | Recevant        | Visiteur        | Match 1 | Match 2 | Notes         |
| ------------ | ----- | -------------------------------- | --------------- | --------------- | ------- | ------- | ------------- |
| 23 août      | 11.00 | Plaine des Sports de Romainville | Pessac²         | Eysines         | 6 - 24  | 11 - 10 | 8 manches M2  |
| 23 août      | 11.00 | Kandy Nelson Park                | Toulouse²       | La Grande Motte | 8 - 7   | 11 - 13 |               |
| 6 septembre  | 11.00 | Kandy Nelson Park                | Toulouse²       | Pessac²         | 7 - 4   | 10 - 8  | joué à Pessac |
| 6 septembre  | 11.00 | Parc des Sports                  | La Grande Motte | Eysines         | 10 - 3  | 8 - 5   |               |
| 20 septembre | 11.00 | Parc des Sports                  | La Grande Motte | Pessac²         | 10 - 5  | 16 - 5  | 6 manches M2  |
| 20 septembre | 11.00 | Terrain la Forêt                 | Eysines         | Toulouse²       | 10 - 11 | 9 - 8   | 8 manches M1  |

| Pl. | Équipe          | MJ | V | D | PM | PC | %     |
| --- | --------------- | -- | - | - | -- | -- | ----- |
| 1   | La Grande Motte | 6  | 5 | 1 | 64 | 37 | 0,833 |
| 2   | Toulouse²       | 6  | 4 | 2 | 55 | 51 | 0,667 |
| 3   | Eysines         | 6  | 2 | 4 | 61 | 54 | 0,333 |
| 4   | Pessac²         | 6  | 1 | 5 | 39 | 77 | 0,167 |

J : rencontres jouées, V : victoires, D : défaites, PM : points marqués, PC : points concédés, % : pourcentage de victoire.

## Phase finale
Chaque tour de phase finale se déroule au meilleur des 3 rencontres de 7 manches.
Un match le samedi (15 h) et deux le dimanche (11 h puis 15 h si nécessaire).
Les huit meilleures équipes de poules sont qualifiées pour les 1/4 de finale. La finale se déroule en terrain neutre à Chalon-sur-Saône.
|  | Quarts de finale                           | Quarts de finale                           |                      |       | Demi-finales                                 | Demi-finales                                 |  |  | Finale                                   | Finale                                   |
|  | Quarts de finale                           | Quarts de finale                           |                      |       | Demi-finales                                 | Demi-finales                                 |  |  | Finale                                   | Finale                                   |
|  |                                            |                                            |                      |       |                                              |                                              |  |  |                                          |                                          |
|  | 3 et 4 octobre - Stade Pierre de Coubertin | 3 et 4 octobre - Stade Pierre de Coubertin |                      |       | 10 et 11 octobre - Stade Pierre de Coubertin | 10 et 11 octobre - Stade Pierre de Coubertin |  |  | 24 et 25 octobre - Prairie Saint-Nicolas | 24 et 25 octobre - Prairie Saint-Nicolas |
|  | 3 et 4 octobre - Stade Pierre de Coubertin | 3 et 4 octobre - Stade Pierre de Coubertin |                      |       | 10 et 11 octobre - Stade Pierre de Coubertin | 10 et 11 octobre - Stade Pierre de Coubertin |  |  | 24 et 25 octobre - Prairie Saint-Nicolas | 24 et 25 octobre - Prairie Saint-Nicolas |
|  | Meilleur 1er -- Ronchin                    | 08 11 5                                    |                      |       | 10 et 11 octobre - Stade Pierre de Coubertin | 10 et 11 octobre - Stade Pierre de Coubertin |  |  | 24 et 25 octobre - Prairie Saint-Nicolas | 24 et 25 octobre - Prairie Saint-Nicolas |
|  | Meilleur 1er -- Ronchin                    | 08 11 5                                    |                      |       | 10 et 11 octobre - Stade Pierre de Coubertin | 10 et 11 octobre - Stade Pierre de Coubertin |  |  | 24 et 25 octobre - Prairie Saint-Nicolas | 24 et 25 octobre - Prairie Saint-Nicolas |
|  | Meilleur 3e -- Argancy                     | 14 01 4                                    |                      |       | 10 et 11 octobre - Stade Pierre de Coubertin | 10 et 11 octobre - Stade Pierre de Coubertin |  |  | 24 et 25 octobre - Prairie Saint-Nicolas | 24 et 25 octobre - Prairie Saint-Nicolas |
|  | Meilleur 3e -- Argancy                     | 14 01 4                                    | Ronchin              | 09 05 |                                              |                                              |  |  | 24 et 25 octobre - Prairie Saint-Nicolas | 24 et 25 octobre - Prairie Saint-Nicolas |
|  | 3 et 4 octobre - Parc des Sports           |                                            | Ronchin              | 09 05 |                                              |                                              |  |  | 24 et 25 octobre - Prairie Saint-Nicolas | 24 et 25 octobre - Prairie Saint-Nicolas |
|  |                                            | La Grande Motte                            | 10 09                |       |                                              |                                              |  |  | 24 et 25 octobre - Prairie Saint-Nicolas | 24 et 25 octobre - Prairie Saint-Nicolas |
|  | 1er Poule C -- La Grande motte             | La Grande Motte                            | 10 09                | 5 13  |                                              |                                              |  |  | 24 et 25 octobre - Prairie Saint-Nicolas | 24 et 25 octobre - Prairie Saint-Nicolas |
|  | 1er Poule C -- La Grande motte             |                                            |                      | 5 13  |                                              |                                              |  |  | 24 et 25 octobre - Prairie Saint-Nicolas | 24 et 25 octobre - Prairie Saint-Nicolas |
|  | Second 3e -- Montigny²                     | 4 12                                       |                      |       |                                              |                                              |  |  | 24 et 25 octobre - Prairie Saint-Nicolas | 24 et 25 octobre - Prairie Saint-Nicolas |
|  | Second 3e -- Montigny²                     | 4 12                                       | La Grande Motte      | 14 13 |                                              |                                              |  |  |                                          |                                          |
|  | 3 et 4 octobre - Terrain de Gelainville    |                                            | La Grande Motte      | 14 13 |                                              |                                              |  |  |                                          |                                          |
|  |                                            | French Cubs Chartres                       | 08 03                |       |                                              |                                              |  |  |                                          |                                          |
|  | Meilleur 2e -- French Cubs Chartres        | French Cubs Chartres                       | 08 03                | 9 8   |                                              |                                              |  |  |                                          |                                          |
|  | Meilleur 2e -- French Cubs Chartres        | 10 et 11 octobre - Terrain de Gelainville  |                      | 9 8   |                                              |                                              |  |  |                                          |                                          |
|  | 2e Poule C -- Toulouse²                    | 1 4                                        |                      |       |                                              |                                              |  |  |                                          |                                          |
|  | 2e Poule C -- Toulouse²                    | 1 4                                        | French Cubs Chartres | 5 25  |                                              |                                              |  |  |                                          |                                          |
|  | 3 et 4 octobre - Complexe des Cézeaux      |                                            | French Cubs Chartres | 5 25  |                                              |                                              |  |  |                                          |                                          |
|  |                                            | Clermont²                                  | 4 00                 |       |                                              |                                              |  |  |                                          |                                          |
|  | Second 1er -- Clermont²                    | Clermont²                                  | 4 00                 | 13 9  |                                              |                                              |  |  |                                          |                                          |
|  | Second 1er -- Clermont²                    |                                            |                      | 13 9  |                                              |                                              |  |  |                                          |                                          |
|  | Second 2e -- Saint-Just                    | 03 7                                       |                      |       |                                              |                                              |  |  |                                          |                                          |
|  | Second 2e -- Saint-Just                    | 03 7                                       |                      |       |                                              |                                              |  |  |                                          |                                          |